# What It Means to Be Human
What It Means to Be Human ist ein Jazzalbum von Jasper Høiby. Die vom 26. bis 28. Oktober 2021 im Tornado Studio, Kopenhagen, entstandenen Aufnahmen erschienen im September 2022 auf Edition Records.

## Hintergrund
Zu Bandleader Jasper Høiby (Kontrabass, Elektronik) gesellen sich wie schon auf dem vorangehenden Album Planet B der Saxophonist Josh Arcoleo und der Schlagzeuger Marc Michel. Høibys Serie, die mit Planet B begann, beschäftigt sich mit einigen der wichtigsten Themen unserer Zeit, notierte Fred Grand, und sorgfältig ausgewählte Stimm-Samples in die Musik sind dauzu eingewoben. Die Instrumentalstücke sind mit Reden der Bürgerrechtlerin Grace Lee Boggs, der afroamerikanischen Aktivistin Ruby Sales und der Verhaltensforscherin Jane Goodall durchsetzt. Aus rein musikwissenschaftlicher Sicht sei die Musik (wie schon auf Planet B) im Großen und Ganzen Post-Coltrane und Rollins. Das Stück „Vision of Outrage“ lege die zentrale thematische Dichotomie fest; auf einem höhlenartigen Coll’arco-Dröhnen verkündet Ruby Sales: „Ich denke, wir müssen anfangen, ein Gespräch zu führen, das … eine Vision der Liebe mit einer Vision der Empörung verbindet“. Auf „Clock of the World“ mahnt die Stimme von Grace Lee Boggs, dass „wir nicht mehr erkennen, dass wir die Fähigkeit in uns haben, die Welt neu zu erschaffen“, während Jane Goodall auf „Life Force Seeds“ Hoffnung aus dem Aktivismus jüngerer Generationen ziehe – „es liegt in unserer Hand“.

## Titelliste

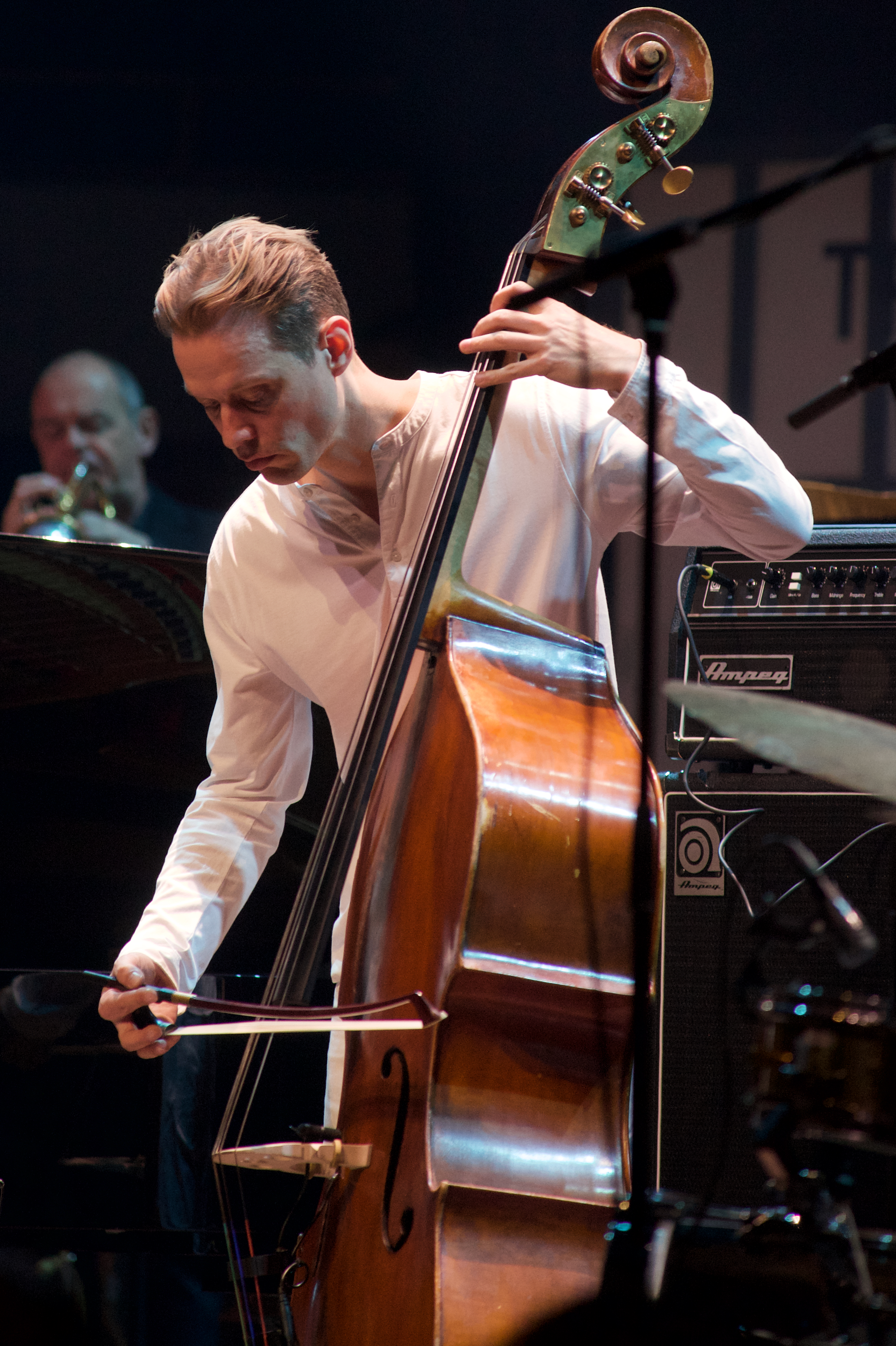
Jasper Høiby mit Phronesis & New Rotterdam Jazz Orchestra auf dem Transition Festival Tivoli Vredenburg 2018

- Jasper Høiby: What It Means to Be Human (Edition Records EDN1200)[2]

1. Vision of Outrage 4:56
2. There Will Be No Struggle 5:22
3. Clock of the World 4:35
4. Earthness 4:07
5. One Voice 1:42
6. Spiritual Geniuses 3:48
7. Her Deepness 5:47
8. Life Force Seeds 2:55
9. Onwards 4:08
10. What It Means to Be Human 3:48

Die Kompositionen stammen von Jasper Høiby. Auf dem Album verwendete Sprachbeispiele und Quellen stammen aus:
- Ruby Sales: „Where Does it Hurt“ – Podcast »On Being« mit Krista Tippett[3]
- Grace Lee Boggs: „A Century in the World“ – Podcast »On Being« mit Krista Tippett[4]
- Jane Goodall: „What It Means to Be Human“ – Podcast »On Being« mit Krista Tippett[5]

## Rezeption
Dave Sumner schrieb in Bandcamp Daily, dies sei der zweite Teil von Jasper Høibys Überlegungen zu globalen Problemfeldern. Während der erste Teil,Planet B, sich auf den Klimawandel konzentriert habe, zoome das folgende Werk auf das Herz der Menschheit. Wie für die Solo-Veröffentlichungen des Bassisten typisch, sei der unkonventionelle Expressionismus von einer angeborenen Klangfülle durchdrungen. Während viele (zu Recht) die lange Pause von Phronesis beklagen würden, zeigten die Soloprojekte des Bassisten und insbesondere sein hervorragendes Album Fellow Creatures (2016), wie viel zu gewinnen war.
Bei gutem Wind den Kurs zu ändern, erfordere Mut, schrieb Fred Grand im Jazz Journal, und Høibys Abschied von der Band Phronesis im Jahr 2020 sei sicherlich ein mutiger Schritt gewesen. Für eine bestimmte Art von Künstler sei es jedoch unwiderstehlich, neue Gewässer zu erkunden, und diese zweite aus einer Serie von vier thematisch verbundener Veröffentlichungen zeige, dass das Glück die Mutigen begünstigen kann. Der Schwerpunkt dieses Albums liege auf Høibys langjährigen Interesse an Umweltbelangen, die auf einem fein ausbalancierten Grat zwischen Hoffnung und Verzweiflung wandeln würden. Neben dem tiefen Spiritual Jazz des abschließenden Tracks demonstriere es die große Kraft, Vielseitigkeit und emotionale Bandbreite Høibys.